# 勞斯湖
46°42′10″N 8°54′57″E / 46.70278°N 8.91583°E

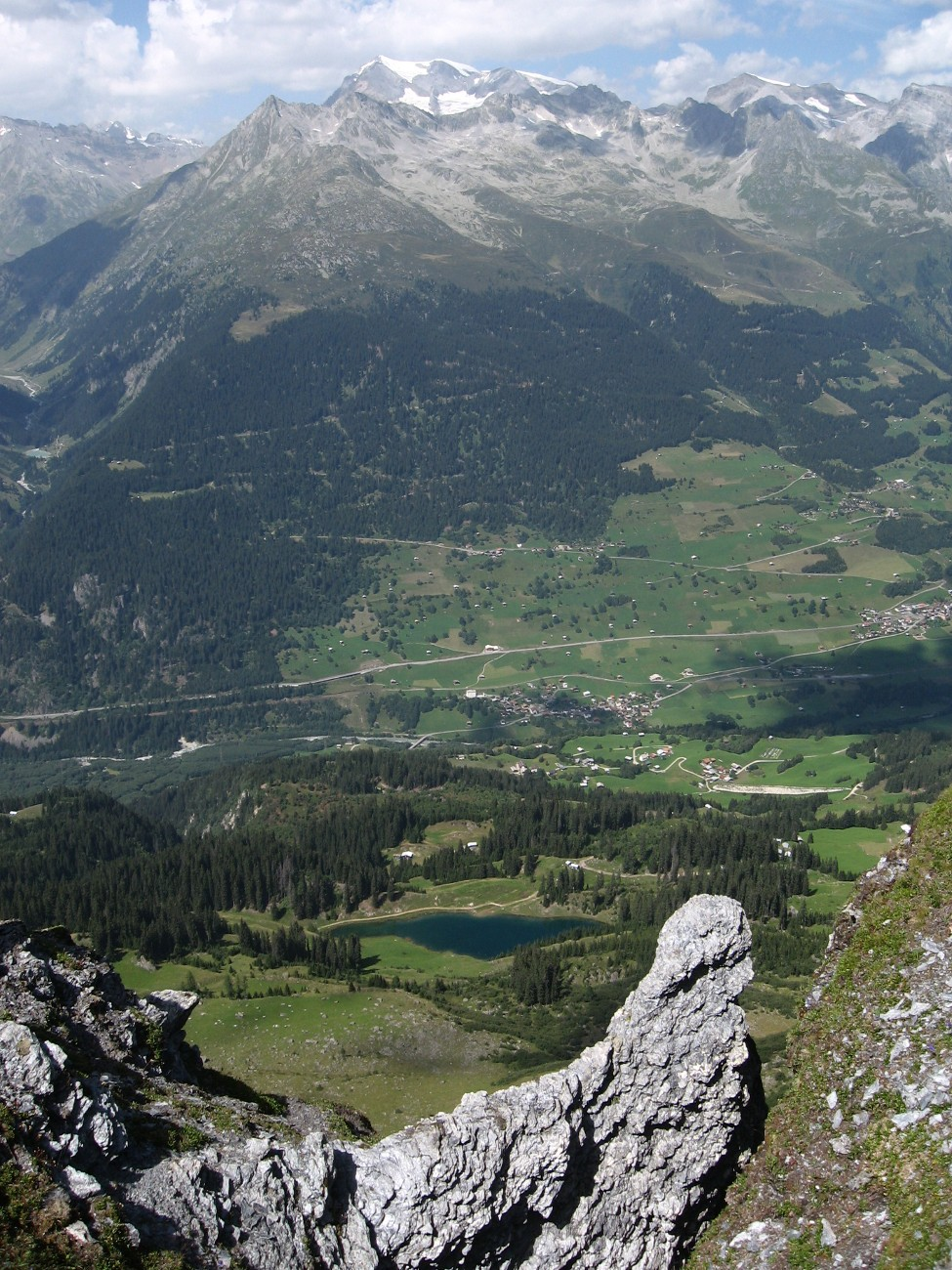

勞斯湖（Lag da Laus），是瑞士的湖泊，位於該國東南部，由格勞賓登州負責管轄，長0.3公里、寬0.1公里，海拔高度1,614米，該湖泊在十二月至翌年三月期間結冰。